# 吉爾伯特·田內特
吉爾伯特·田內特（英語：Gilbert Tennent，1703年2月5日—1764年7月23日），也可以譯為吉爾伯特·騰能特，曾任新澤西州的新布倫斯威克教堂的牧師，是大覺醒運動在美國殖民地宗教改革的領導人之一。因其個性和講道的風格，被稱為 “雷鳴之子”。
從歷史的記載來看，在大覺醒運動中，似乎吉爾伯特·田內特的影響力不如喬納森·愛德華茲和喬治·懷特腓，但實際上他的貢獻很大。MILTON J COALTER 在他的書中寫到，他認為吉爾伯特·田內特被忽略的一個原因是“雖然吉爾伯特的講道和書信文集非常的多，但是他個人的軼事太少，讓這些傳記作者們覺得沒有什麼興趣可值得去寫的。”

## 出生與生平介紹
吉爾伯特·田內特出生于蘇格蘭、北愛爾蘭的阿爾馬郡，成長於長老會的家庭信仰背景。他的父親是採取家庭教育的方式來培養他和他的另外兩個兄弟。吉爾伯特在他少年時期有信仰掙扎的階段，當走過這個和神摔跤的過程之後，他在1723年，也就是他20歲時，他做了決志禱告，這位神不再是他父親的神，而是他自己的神。
吉爾伯特深受他父親的影響。他的父親是威廉.田內特（英文：William Tennent）曾在愛爾蘭教會任職，是一位有激情的福音派人士，為人極其謙卑有禮。在1726年在北美的賓夕法尼州的沃敏斯特市，創建了日誌學院（Log College）,第一個為北美長老會培養人才的神學院。吉爾伯特也在父親的神學院當助理，這個過程也影響了吉爾伯特.田內特的生命。
吉爾伯特在23歲時被任命為長老會的牧師，并開始在新澤西州的新布倫斯威克教堂牧會。在那裡他碰到對他有很大影響力的另一位牧師-特奧多魯斯·富瑞林浩生（英文名：Theodorus Jacobus Frelinghuysen），是一位德裔美籍荷蘭改革宗的牧師，他也是神學家和美國Frelinghuysen家族的先祖。富瑞林浩生的講道是強調聖潔的生活和內在生命的轉變，這一點和田內特父子兩位的觀點都很類似。吉爾伯特和富瑞林浩生欣賞彼此，一拍即合，之後他們也互相的在各自的教會講道，並且一起在新澤西和附近的殖民地一起旅行佈道。吉爾伯特是一位充滿激情和熱情的傳教士，他的講道內容影響了很多人生命的改變。

## 吉爾伯特與第一次大觉醒
在吉爾伯特的一生中，必須要提的一件事情，就是他影響了美國中殖民地(Middle Colonies)第一次大覺醒的運動。從歷史記載來看，似乎他在大覺醒運動中的貢獻不是主流。1986年 Milton J. Coalter寫了一本書，《Gilbert Tennent, Son Of Thunder》。透過這本書，可以重新認識到吉爾伯特本人在這場大覺醒的運動中有非常直接而且是極大的影響。當然歷史記載對他所產生的影響的評價也是兩面性，特別是針對他在1740年的偉大的講道“諾丁漢講道”，有著正負兩面的看法。有的人認為他導致了長老教會內部的分裂，有的人認為他促進了長老教會內部的改革。
1739年，吉爾伯特與來自英國的旅行佈道家喬治·懷特腓（英文名：George Whitefield）相遇。「喬治·懷特腓的神学思想受加尔文主义影响，谨守预定论教义（Predestination），他的神学以英国清教徒对原罪、因信称义及重生等议题为中心。」他與吉爾伯特分享了內在生命更興和復興的重要性，他們彼此之間很有共鳴。「吉爾伯特就把喬治·懷特腓介紹給中殖民地的其他牧者，并幫助和支持他的宣教之旅。當喬治·懷特腓回到了英格蘭之後，吉爾伯特就繼續的在新英格蘭宣講生命的轉變和復興，以及與耶穌建立個人關係的重要性，他的這些旅行宣講幫助分散在各地的當地復興與大覺醒連接一起」。
前面說到吉爾伯特被稱為“雷鳴之子”，他是一個敢於直接說出想法的牧師。他最有名的講道是1740年的“諾丁漢講道”-生命未改變之牧者的危險（The Danger of an Unconverted Ministry）。在宣講中他直接指出作為牧師和傳導人都要省思自己的生命，而不是只是擁有好的品格、專業的神學知識。他認為生命未經改變的牧師是沒有資格去傳講福音的，並且都是假冒偽善之人。因為他的影響導致了之後北美長老教會內部長達17年的內部分裂，最後他和那些支持覺醒的牧師們被長老會那些不支持覺醒的牧師們驅逐出了長老會。

## 後期
1743年，Tennent前往費城，在那裡擔任一間教會的牧師，并繼續他的復興事工。「 後來他也支持新澤西學院（後來成為普林斯頓大學），並為整個學校的籌建和各項需要，往英格蘭籌集資金。 他於1762年在費城去世。」

## 吉爾伯特.田內特相关资料
1. ↑  .   [2018-06-10]. （原始内容存档于2021-02-05）.
2. ↑   Coalter, Milton J.  Gilbert Tennent, Son Of Thunder , Chapter I , New York: Greenwood Press, 1986.
3. ↑  .   [2018-06-10]. （原始内容存档于2020-11-09）.
4. ↑  .   [2018-06-10]. （原始内容存档于2021-02-22）.
5. ↑   陶李，李伯明、林牧野譯，《基督教二千年史》，(香港：海天書樓有限公司，2012），443。
6. 1 2  .   [2018-06-10]. （原始内容存档于2021-02-24）.